# Limbourg-sur-la-Lenne
Pour les articles homonymes, voir Limbourg (homonymie).
Ne doit pas être confondu avec Limbourg-sur-la-Lahn ou Limbourg (ville).

Hohenlimbourg

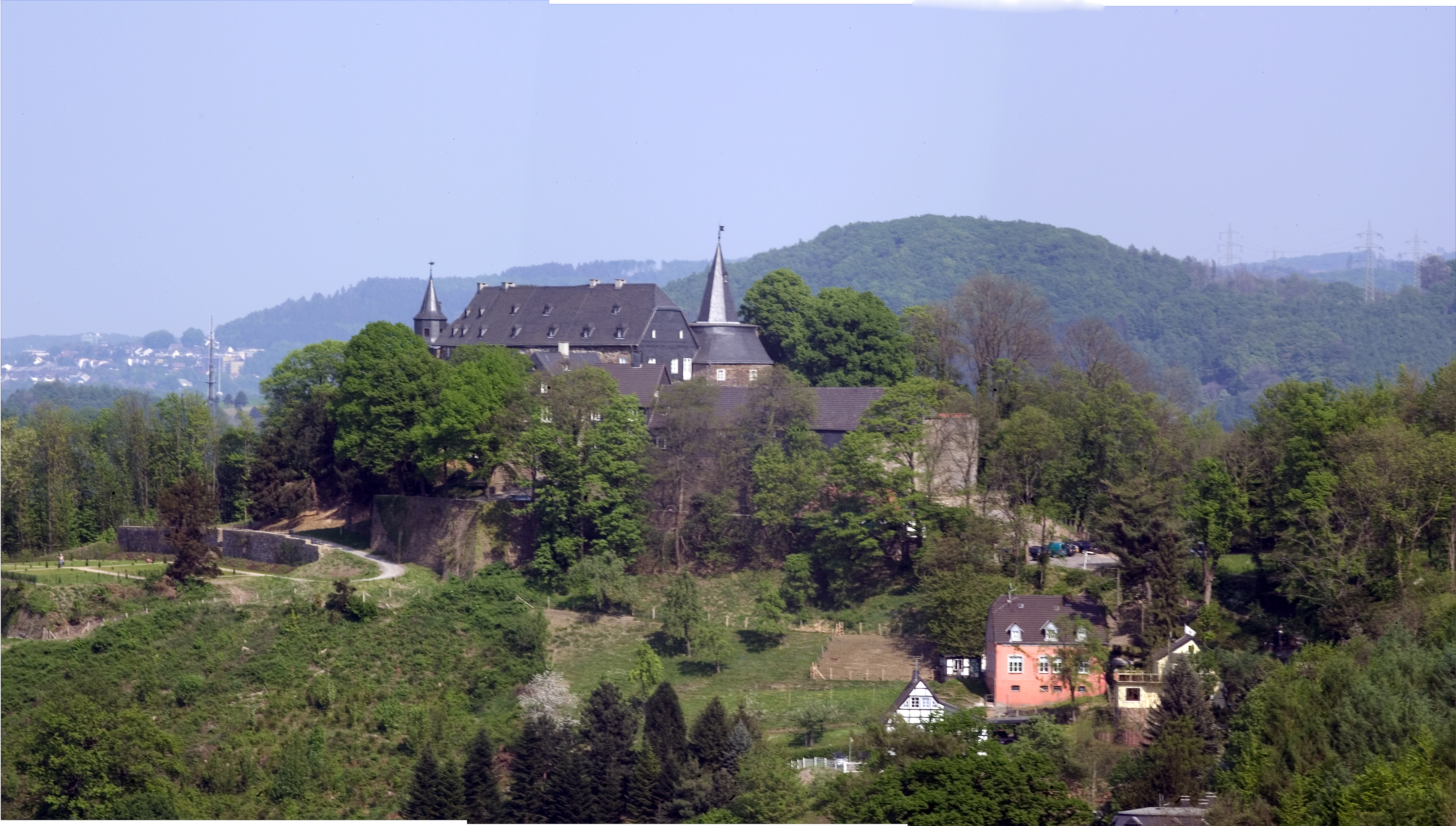
Le château de Limbourg-sur-la-Lenne (Hohenlimbourg)

Limbourg-sur-la-Lenne ou Hohenlimbourg (en allemand : Limburg an der Lenne ou Hohenlimburg, en westphalien : Limmerg), située sur la Lenne, est un quartier de la ville de Hagen en Rhénanie-du-Nord-Westphalie, en Allemagne. Avant 1975, c'était une commune indépendante de Hagen.

## Histoire
Limbourg-sur-la-Lenne était autrefois le chef-lieu du comté de Limbourg-sur-la-Lenne en Allemagne médiévale. La première mention date 1230, à l'époque la région appartenait aux ducs de Limbourg du duché de Limbourg. Au XIIIe siècle, Thierry d'Isenberg récupéra un petit territoire à partir des possessions antérieures de son père Frédéric d'Isenberg, construisit un château et prit le titre de comte de Limbourg. Des descendants, les comtes de Limburg Stirum, vivent encore aujourd'hui en Belgique et aux Pays-Bas.
Plus tard, après de nombreux héritages féminins, le comté de Limbourg-sur-la-Lenne passa aux comtes de Bentheim-Tecklembourg. À partir de 1911, le château de Hohenlimbourg, qui surplombe la ville, fut la résidence du prince Adolf de Bentheim-Tecklenburg. Il appartient à cette famille à ce jour.
En 1879, le nom officiel en allemand devient Hohenlimburg pour mieux  différencier la ville de Limbourg-sur-la-Lahn. Ce nom et son pendant francophone était déjà un nom utilisé pour désigner la ville et son château, sans qu'il soit officiel.
Le premier avril 1902, Elsey est incorporé dans la ville. Le 1er avril 1903, Hohenlimbourg obtint les droits d'une ville conformément au règlement des villes de Prusse de 1856.
À partir 1911, la ville voit le développement des industries du fer et des métaux, de la teinture, du textile et du tissage du lin.
Lors de la dernière réforme territoriale en Rhénanie-du-Nord-Westphalie, la ville de Hohenlimbourg a été incorporée  à Hagen le 1er janvier 1975.

## Démographie
La population en 1905 était de 12 790 habitants, et sa population en 2004 était de 27 337 habitants.

## Transport
La gare de Hohenlimbourg se trouve sur le chemin de fer Ruhr-Sieg et est desservie par deux lignes, le service Regional-Express RE 16 (Ruhr-Sieg-Express) d'Essen via Hagen à Siegen ou Iserlohn et le service Regionalbahn RB 91 (Ruhr-Sieg-Bahn) de Hagen à Siegen ou Iserlohn, toutes deux ont un train toutes les heures.

## Personnalités
- Gertrud Bäumer y est née en 1879.
- Wilhelm Böing (3 mai 1846-10 janvier 1890), émigré de Hohenlimbourg aux États-Unis en 1868 et devenu marchand de bois à Détroit, était le père de William Boeing, fondateur de la société Boeing.

## Jumelage
Liévin, ville du nord de la France, a été jumelée à Hohenlimbourg en 1962.